# Einar Fróvin Waag
Einar Fróvin Waag (ur. 29 czerwca 1894 w Klaksvík, zm. 6 czerwca 1989 tamże) – polityk farerski, członek autonomicznego parlamentu Wysp Owczych, Løgting, lider Partii Socjaldemokratycznej na archipelagu (Javnaðarflokkurin), w latach 1968-1969.

## Życie prywatne
Einar Fróvin Waag urodził się 29 czerwca 1894 roku w miejscowości Klaksvík, znajdującej się w północnej części Wysp Owczych, na Borðoy, jest to drugie co do wielkości miasto tego archipelagu. Był to syn Símuna Fredrika oraz Karin Heleny Katriny (z domu Hansen). Miał on kilkoro rodzeństwa: starsze siostry: Johanne Jacobsen, Katrinę Lützen, młodsze: Thurid Waag Høgnesen, Gunhild Waag, Astrid Waag Nolsøe, starszego brata Hansa Waag oraz młodszego Hjalmara Waag, który zmarł najwcześniej z całego rodzeństwa, w 1928 roku.
Einar był dwukrotnie żonaty, z pierwszą żoną, Elisabet z domu Olsen, pochodzącą z Vestmanna, nie doczekał się potomstwa, dopiero z drugą, Anną Maleną, z domu Joensen, urodzoną w Sørvágur, miał dwóch synów – Einara i Heiniego.
Ojciec Einara, Símun był właścicielem, jedynego obecnie istniejącego browaru na archipelagu, Föroya Bjór, który został przezeń założony w 1888 roku. Przedsiębiorstwo przekazał swemu synowi, Einarowi Fróvinowi, a ten następnie oddał je swojemu synowi, który jest prezesem do dziś.

## Kariera polityczna
Einar Fróvin Waag poza rozwijaniem rodzinnego interesu, zajmował się także polityką. Był jednym z ważniejszych działaczy Partii Socjaldemokratycznej na Wyspach Owczych. W latach 1943–1949 był członkiem rady miasta Klaksvík. Później od 1950 do 1954 zasiadał w parlamencie archipelagu, a w latach 1968-1969, działał jako najkrócej w historii partii prezes Javnaðarflokkurin.